# Koen Loete
Koen Loete (16 juni 1967) is een Belgische politicus voor de CVP en diens opvolger CD&V.

## Levensloop
Loete zetelt sinds 1989 in de gemeenteraad van Eeklo. Van 1995 tot 2006 was hij er schepen. In 2006 nam hij deel aan de gemeenteraadsverkiezingen op een kartellijst CD&V-N-VA-ELD. Na die verkiezingen volgde hij begin 2007 zijn partijgenoot Erik Matthijs op als burgemeester. Tijdens de verkiezingen van 14 oktober 2012 werd de uitgebreide CD&V+ kieslijst bevestigd als grootste partij. Ze wisselden kartelpartner N-VA wel in voor Open Vld voor de bestuursperiode 2012-2018. Na de verkiezingen van 14 oktober 2018 kwam CD&V in de oppositie terecht en werd Loete als burgemeester opgevolgd door Luc Vandevelde. Na een coalitiewissel in oktober 2021 kwam CD&V opnieuw in de meerderheid en werd Loete schepen onder burgemeester Luc Vandevelde. Bij de gemeenteraadsverkiezingen van oktober 2024 voerde Loete de lijst Team 9900 Stadslijst aan, een kartellijst met Open Vld en Groen. De lijst werd de grootste en vormde een meerderheid met Vooruit. Sinds december 2024 is Loete opnieuw burgemeester van Eeklo.